# Banca centrale di Tunisia
La Banca centrale di Tunisia (in lingua francese Banque centrale de Tunisie ed in arabo  البنك المركزي التونسي‎? è l'ente bancario centrale dello Stato tunisino.

## Storia e funzioni
È stata fondata nel 1958, in concomitanza con l'istituzione della valuta del dinaro tunisino in sostituzione del franco tunisino. Il primo governatore generale è stato Hédi Nouira, in seguito primo ministro della Tunisia e fautore di politiche liberali.
La Banca centrale ha sede a Tunisi e svolge le funzioni di vegliare sulla politica monetaria e sui sistemi di pagamento, supervisionare gli istituti di credito, preservare la stabilità e la sicurezza del sistema finanziario.

## Organizzazione
L'organizzazione direttiva della Banca centrale tunisina è così composta:
- Governatore
  - Vice-governatore
    - Direzione generale
    - Direzione dell'organizzazione et del coordinamento
    - Controllo generale
    - Istituto della Banca centrale di Tunisia
    - Gabinetto di governo della Banca
- Consiglio d'amministrazione
- Commissario contabile

## Elenco cronologico dei governatori
- 1958-1970: Hédi Nouira
- 1970-1972: Ali Zouaoui
- 1972-1980: Mohamed Ghenima
- 1980-1986: Moncef Belkhodja
- 1986-1987: Mohamed Skhiri
- 1987-1990: Ismail Khelil
- 1990-2001: Mohamed El Béji Hamda
- 2001-2004: Mohamed Daouas
- 2004-2011: Taoufik Baccar
- 2011-2012: Mustapha Kamel Nabli
- 2012-2018: Chedly Ayari
- 2018- : Marouane Abassi